# Яновський Фелікс Йосипович
Яновський Фелікс Йосипович (англ. Felix J. Yanovsky) — український вчений в галузі електроніки, радіотехніки, дистанційного зондування, ІТ та авіаційної радіоелектроніки, доктор технічних наук, професор, Заслужений діяч науки і техніки України, лауреат Державної премії України в галузі науки і техніки, довічний дійсний член IEEE (IEEE Life Fellow).

## Життєпис
Фелікс Йосипович Яновський народився 7 лютого 1946 року в місті Київ. У грудні 1968 року закінчив з відзнакою радіотехнічний факультет Київського інституту інженерів цивільної авіації (КІІЦА). За розподілом його було направлено на викладацьку роботу в цьому ж університеті.

## Кар'єра в НАУ
Протягом 1969—1978 років працював на кафедрі радіолокації КІІЦА асистентом. Брав участь у наукових проєктах у галузі радіолокації і працював над дисертацією як здобувач.
У 1978 році призначено старшим викладачем кафедри радіолокації КІІЦА.
Без відриву від виробництва підготував дисертацію на здобуття наукового ступеня кандидата технічних наук, науковим керівником був — Іван Максимович Баранов, представник наукової школи Семена Ісаковича Тетельбаума. Через відсутність в Києві спеціалізованої ради з радіолокації захистив дисертацію в Московському інституті інженерів цивільної авіації (МІІЦА) у 1979 році за спеціальністю 05.12.04 — Радіолокація і радіонавігація. У тому ж році його обрано за конкурсом на посаду доцента КІІЦА.
У 1981 році отримав вчене звання «Доцент» по кафедрі радіолокації. Після реорганізації факультету (ФАРЕО) у 1987 році, працював доцентом кафедри експлуатації та ремонту бортового радіоелектронного обладнання (ЕРБРЕО), де поряд з викладанням продовжував наукову діяльність у галузі авіаційної та метеорологічної радіолокації, в тому числі у співробітництві з НДІ «Буран». На межі 80-х і 90-х завершив цикл комплексних досліджень і розробок з локалізації небезпечних для авіації метеорологічних явищ з борту повітряного судна, що лягли в основу дисертації на здобуття вченого ступеня доктора технічних наук (1992), яку захистив в НАУ (на той час КМУЦА) за спеціальністю 05.22.14 — Експлуатація повітряного транспорту, і став одним з перших докторів технічних наук, затверджених Вищою Атестаційною Комісією (ВАК) незалежної України[джерело?].
У 1993 році захистив другу докторську дисертацію за спеціальністю «Радіолокація і радіонавігація» в МІІЦА, і отримав другий диплом доктора технічних наук, виданий РФ, але ще на бланку ВАК СРСР. У тому ж 1993 році його обрано на посаду професора, а у 1994 році присвоєно вчене звання «Професор по кафедрі експлуатації та ремонту бортового радіоелектронного обладнання». У 1999 році назву кафедри було змінено на «Кафедра телекомунікаційних систем».
У період з 2000 по 2008 працював професором кафедри аеронавігаційних систем. З 2008 по 2020 очолював кафедру радіоелектроніки, яка у 2012 році змінила назву на «Кафедра електроніки», а після об'єднання з кафедрою РПС у 2019 році, отримала сучасну назву: Кафедра електроніки, робототехніки і технологій моніторингу та інтернету речей (ЕРМІТ). З липня 2020 року по теперішній час працює професором кафедри ЕРМІТ. Підготував 2 докторів і 14 кандидатів технічних наук та біля 300 інженерів, бакалаврів та магістрів.
Брав участь у створенні Європейського субрегіонального навчального центру ICAO з авіаційної безпеки при НАУ і був його першим директором, здійснивши 2 випуски слухачів протягом 1998—2000 років. В подальшому на базі того центру створено Інститут ICAO, який успішно працює і сьогодні.
У 1998—1999 роках проф. Яновський виступив одним з ініціаторів інноваційного проекту англомовної освіти.
У 2000—2004 роках читав лекції і залучав студентів НАУ до участі в пересувних літніх школах європейських університетів (Joint European University Activity: International Travelling Summer School on Microwaves and Lightwaves), що проходили у Варшаві, Москві, Мадриді та Мінську. У 2011 році читав лекції у міжнародній літній школі «Achievements and Applications of Contemporary Informatics, Mathematics and Physics» на базі Національного технічного університету України «КПІ», а у 2017 році — у міжнародній літній школі з інтернету речей(IoT), яку було організовано за участі кафедри електроніки (ЕРМІТ) в НАУ HUB [Архівовано 18 серпня 2021 у Wayback Machine.].
У 2011—2017 роках він був ініціатором і координатором проєктів EWENT та ACTIVE за програмою Європейської Комісії Erasmus Mundus, а потім Erasmus+ щодо обміну студентами, аспірантами та викладачами з університетами Великої Британії, Ірландії, Іспанії, Італії, Франції, Чехії, Польщі та Угорщини.
З 1 липня 2020 року працює професором кафедри електроніки, робототехніки і технологій моніторингу та інтернету речей НАУ.

## Науково-педагогічна робота за кордоном
У 1995 році після обговорення зробленої професором Яновським доповіді на міжнародній науковій конференції у місті Нант (Франція), його було запрошено до Делфтського технічного університету (TU-Delft). За згодою НАУ в період з 1996 по 2003 він працював у TU-Delft по декілька місяців на рік як провідний учений (Top Scientist), професор Міжнародного дослідницького центру телекомунікацій і радіолокації (IRCTR) і кафедри радіолокації та дистанційного зондування TU-Delft. Сумарно це склало майже трирічний досвід роботи у TU-Delft.
Крім того, як запрошений професор читав курси лекцій в багатьох університетах світу.
З червня 2022 знову працює в TU-Delft як професор-старший науковий співробітник (senior researcher), на кафедрі Geoscience and Remote Sensing.

## Діяльність в наукових асоціаціях, академіях, радах
З 1994 року є членом (Member) Інституту інженерів з електротехніки і електроніки (IEEE), з 1996 року — IEEE Senior Member, у 2008 його обрано IEEE Fellow (найвищий рівень у IEEE) з формулюванням «За досягнення в радіолокації для безпеки польотів». У 2020 році йому надано статус IEEE Life Fellow.
Був організатором і першим головою технічного відділення IEEE з аерокосмічних та електронних систем (AES) та обробки сигналів (SP) Української Секції ІЕЕЕ — IEEE Ukraine Section SPS/AES Joint Chapter. У 2015 році його обрано головою Української Секції IEEE, а у 2019 році — ще на одну каденцію — 2020—2021.
З 2003 року є членом Наукової ради НАН України з проблеми «Радіофізика та мікрохвильова електроніка». Член Європейської мікрохвильової асоціації (EuMA) з 2003 року. Був членом Генеральної асамблеї EuMA (2004—2007), де представляв Україну, Молдову і Грузію. В теперішній час в EuMA опікується організацією Європейських мікрохвильових конференцій в Центральній Європі (CE Chair).
Його обрано дійсним членом декількох академій наук, включаючи Транспортну академію України (1994), Академію електромагнетизму (Electromagnetics Academy), Кембридж, Массачусетс, США (1996) і Академію наук прикладної радіоелектроніки (2008).
Член Експертної ради ВАК України (1998—2002). Працював у п'яти спеціалізованих радах із захисту докторських дисертацій, станом на 2021 є членом двох таких рад: Д 26.062.19 та Д 26.062.08.

## Міжнародні конференції та редакційна діяльність
Брав участь у багатьох міжнародних конференціях з мікрохвиль, електроніки і комп'ютерних технологій як організатор і голова секцій, голова і член програмних комітетів, а також ключовий спікер.
У 2009 році стаття і доповідь Д. Глушка та Ф. Яновського перемогла у конкурсі на кращу наукову роботу Європейської радарної конференції (EuRAD-2009) в Римі, Італія. На багатьох конференціях роботи студентів і аспірантів, виконаних під керівництвом професора Яновського, були визнані кращими.
Ф. Яновський є засновником і головою міжнародної конференції Microwaves, Radar and Remote Sensing Symposium (MRRS), що проходить в Україні з 2005. З 2020 року конференція є частиною IEEE Ukrainian Microwave Week. Наступна наукова подія запланована на 2022 рік. Праці цих конференцій публікуються в IEEE Xplore та індексуються в наукометричних базах Scopus і WoS. Крім того, він був головою конференцій Radar Methods and Systems Workshop (RMSW-2010, RMSW-2012 і RMSW-2016) і співголовою низки інших міжнародних конференцій в Україні (MSNMC, APUAVD), а також співголовою International Radar Symposium (IRS-2014) у Гданську, Польща і співголовою програмного комітету European Microwave Conference in Central Europe (EuMCE-2019) у Празі, Чехія.
З 2008 року — член редакційної ради та заступник редактора (радіолокаційний напрям) журналу International Journal of Microwave and Wireless Technologies (IJMWT), що видається EuMA і Cambridge University Press, Велика Британія.
З 2017 року він є головним редактором журналу International Journal of Image, Graphics and Signal Processing, видавництво MECS Press, Гонконг.
У 2014 році був редактором спеціального випуску журналу IEEE Aerospace Electronic Systems Magazine (volume 29, No 7), США.
Він є також членом редакційних рад низки професійних журналів в Україні, наприклад, Вісник НАУ (Proceedings of the National Aviation University [Архівовано 24 серпня 2021 у Wayback Machine.]), а також заступником головного редактора журналу Електроніка і системи управління (Electronics and Control Systems). Редактор збірників праць міжнародних конференцій IEEE MRRS.
Залучався до міжнародної експертизи дослідницьких проєктів, зокрема: експерт з оцінки проектів INTAS (2005—2006); експерт з оцінки проєктів, поданих на відкритий конкурс грантів уряду РФ, що проводився під егідою Агентства з управління проєктами Німецького аерокосмічного центру (2010—2013); член конкурсної комісії Національного фонду досліджень України (НФДУ) за конкурсами «Наука для безпеки людини та суспільства» і «Підтримка досліджень провідних та молодих учених» (2020).
Рецензент журналів: IEEE Transactions on Antennas and Propagation, IEEE Transactions on Microwave Theory and Technique, IEEE Transactions on Geoscience and Remote Sensing та інших.

## Наукова і конструкторська діяльність
Сфера наукових інтересів: радіолокація, обробка сигналів, дистанційне зондування атмосфери, електронні системи, адаптивні вимірювання, електрика атмосфери. Протягом багатьох років був консультантом і членом науково-технічної ради НДІ «Буран». Брав участь у розробці бортового радіоелектронного обладнання, зокрема цифрових метеонавігаційних радіолокаторів та інших систем авіоніки нового покоління. Ці роботи були відзначені Державною премією України за 1996 рік.
Розробив теоретичні основи локалізації зон небезпечних метеорологічних явищ, методи локалізації та оцінювання параметрів. Запропонував використання поляриметричних методів для метеорологічних та інших радіолокаторів. Створив теорію, математичні моделі та способи допплерівсько-поляриметричної радіолокації, алгоритми обробки сигналів і принципи побудови відповідних пристроїв і систем.
Розробив спектрально-поляриметричний метод дистанційного зондування природних явищ та об'єктів. Результати досліджень та винаходи втілені в Україні, зокрема в бортових МНРЛС «Гроза-М», «Буран» і «Буран А» (головний конструктор — В. В. Бєлкін) та Нідерландах, зокрема для обробки сигналів пересувного метеорологічного радіолокатора TARA і дослідницької програмно-визначеної радіолокаційної системи PARSAX (TU-Delft) [Архівовано 11 серпня 2021 у Wayback Machine.]. Був ініціатором розробки в НДІ «Буран» української системи попередження зіткнень літаків типу TCAS-II (СПС-2000).
Наукові праці. Станом на кінець 2020 року автор/співавтор: 12 книг у видавництвах CRC (США), Springer (Нідерланди), Momentum Press (США), Техніка (Україна), НАУ (Україна); понад 480 наукових статей і 35 навчально-методичних праць; 41 патент на винаходи. Станом на серпень 2021 року 233 публікації індексовані в наукометричній базі Scopus. Має високі показники цитування наукових праць як в Scopus так і Гугл Академії.

## Вибрані публікації
- Ф. Й. Яновський, Радіолокаційні системи повітряних суден. Затверджено міністерством освіти і науки як підручник для студентів ВНЗ. Київ: Видавництво НАУ, 2012, 688 с.
- F. Yanovsky, "Inferring microstructure and turbulence properties in rain through observations and simulations of signal spectra measured with Doppler–polarimetric radars, " Book Chapter in: Polarimetric Detection, Characterization, and Remote Sensing, NATO Science for Peace and Security Series C: Environmental Security, Springer, 2011, pp. 501—542.
- F.J. Yanovsky, «Millimeter Wave Radar: Principles and Applications», Book Chapter in: Millimeter Wave Technology in Wireless PAN, LAN, and MAN, Chapter 10, pp.305-376, Auerbach Publications CRC Press, 2008, 464 pp.
- F. Yanovsky, "Autonomous Radio Sensors for Motion Parameters, " Book chapter in: Aerospace Sensors, Chapter 4, Momentum Press, USA, 2012, pp. 89-136.
- A. Nebylov, F. Yanovsky, "Radar Altimeters, " Book chapter in: Aerospace Sensors, Chapter 3, Momentum Press, USA, 2012, pp. 55-88.
- Nathan Blaunstein, Felix Yanovsky, Vladimir Yakubov, and Sergey Shipilov, "Detection of Live People in Clutter Conditions, " Book chapter in Electromagnetic and Acoustic Wave Tomography, pp. 281—293, Monograph, Edited by N. Blaunstein and V. Yakubov, CRS Press Tailor & Francis Group, Boca Raton, FL, 2018 (2019), 360 pp.
- Н. С. Кулик, В. П. Харченко, М. Г. Луцкий, Ф. И. Яновский и др. Энциклопеция безопасности авиации, Київ, Техніка, 2008. — 1000 с. (Російською мовою).
- Ф. Й. Яновський. Метеонавігаційні радіолокаційні системи повітряних суден. Київ, Видавництво НАУ, 2003, 302 с.
- В. П. Бабак, В. П. Харченко, В. О. Максимов, Ф. Й. Яновський та ін. Безпека авіації, Київ, Техніка, 2004. — 584 с.
- F.J. Yanovsky, H.W.J. Russchenberg, and C.M.H. Unal, "Retrieval of Information about Turbulence in Rain by Using Doppler-Polarimetric Radar, " IEEE Transactions on Microwave Theory and Techniques, Feb. 2005, Vol. 53, No 2, pp. 444—450.
- F.J. Yanovsky, I.G. Prokopenko, and L.P. Ligthart, "Adaptive algorithms for radar detection of turbulent zones in clouds and precipitation, " IEEE Transactions on Aerospace and Electronic Systems, 2003, Vol. 39, No1, pp. 357—367.
- A.I. Nosich, Y.M. Poplavko, D.M. Vavriv, F.J. Yanovsky. "Microwaves in Ukraine, " IEEE Microwave Magazine, December, 2002, pp. 82-90.
- Yu. Averyanova, A. Averjanov, F. Yanovsky, "Doppler Polarization Radar Methods for Meteorological Applications, " IEEE Aerospace & Electronic Systems Magazine, July 2014, Vol.29, No 7, pp. 64-73.
- D.N. Glushko, F.J. Yanovsky, "Analysis of differential Doppler velocity for remote sensing of clouds and precipitation with dual-polarization S-band radar, " International Journal of Microwave and Wireless Technologies, Cambridge University Press, 2010, Vol. 2, issue 3-4, pp. 391—398.
- Yu. Averyanova, A. Rudiakova, and F. Yanovsky, "Drop deformation estimate with multi-polarization radar, " International Journal of Microwave and Wireless Technologies, Cambridge University Press: 10 June 2020, pp. 1-8. DOI.
- A.C.P. Oude Nijhuis, F.J. Yanovsky, O.A. Krasnov, C. M. H. Unal, H. W. J. Russchenberg, and A. Yarovoy, "Assessment of the rain drop inertia effect for radar-based turbulence intensity retrievals, " International Journal of Microwave and Wireless Technologies, (Cambridge University Press), 2016, No. 6, pp.11-21.
- F.J. Yanovsky, "Glimpses of Early Radar Developments in Ukraine and Former Soviet Union, Radio Science Bulletin, September 2016, No 358, pp. 35-68.
- R.Sinitsyn, F. Yanovsky, E.Chervoniak, and O. Zaporozhets, "Determination of aircraft current location on the basis of its acoustic noise, " Telecommunications and Radio Engineering, 01/2015; 74(5), pp. 397—408.
- F.J. Yanovsky, C.M.H. Unal, H.W.J. Russchenberg, L.P. Ligthart, "Doppler-Polarimetric Weather Radar: Returns from Wide Spread Precipitation, " Telecommunications and Radio Engineering, 2007, Vol. 66, Issue 8, pp. 715—727.
- Ya. Ostrovsky, F.J. Yanovsky, H. Rohling, "Turbulence and precipitation classification based on Doppler-polarimetric radar data, " Proceedings of the European Microwave Association, Vol. 3, Issue 1, March 2007, pp. 57-61.
- В. В. Марчук, Ф. И. Яновский, «Доплеровско-поляриметрические параметры турбулентности в зоне осадков», Радиофизика и электроника (Журнал НАН України). — 2006. — Том. 11, № 2. — С.229-233.
- F. Yanovsky, "Methods and means of remote determination of clouds' electrical structure, " Physics and Chemistry of the Earth, Vol.22, No. 3-4, 1997, pp. 241—245.
- Ф. И. Яновский, В. А. Паниц, «Применение антенны с управляемой поляризацией для обнаружения зон града и обледенения». — Известия вузов. Радиоэлектроника, Т.39, № 10,1996, С.32-42.
- Ф. И. Яновский, Б. Е. Фишман, «К теории формирования радиолокационных сигналов от метеорологических объектов». — Радиотехника (Москва), № 11, 1983, С. 55-58.
- Ф. И. Яновский, «Влияние движения радиолокатора на ширину спектра огибающей сигнала, отраженного от облака рассеивателей». — Радиотехника и электроника (АН СССР), Том 22, № 9, 1977, С.1972-1974.
- Ф. И. Яновский, «Об использовании бортовой РЛС для оценки параметров турбулентности в облаках». — Радиотехника и электроника (АН СССР), Том 19, N 8, 1974, С. 1963—1965.

## Нагороди
- Заслужений діяч науки і техніки України, 2021
- Лауреат Державної премії України в галузі науки і техніки, 1996
- Грамота Верховної Ради України , 1996
- Почесний радист СРСР, 1986
- Винахідник СРСР [Архівовано 1 вересня 2021 у Wayback Machine.], 1983
- Медаль «В пам'ять 1500-річчя Києва», 1982